# Shang Xiaoyun
Dans ce nom, le nom de famille précède le nom personnel.
Shang Xiaoyun (chinois simplifié : 尚小云 ; chinois traditionnel : 尚小雲 ; pinyin : Shàng Xiǎoyún), né le 7 janvier 1900 et mort le 19 avril 1976, est un acteur spécialiste de rôles féminins (dan 旦) du théâtre chanté de Pékin ou Opéra de Pékin (jingju 京剧) et fait partie de ce que l’on appelle les Si da ming dan 四大名旦 soit l’un des quatre grands chanteurs des rôles de dan du XXe siècle aux côtés de Mei Lanfang梅兰芳, Cheng Yanqiu 程砚秋 et Xun Huisheng 荀慧生.
En plus de ses capacités vocales, Shang était connu pour ses qualités de danseur et d'acrobate. Il est le fondateur de l'École d'opéra de Rong Chun.

## Biographie
Shang Xiaoyun, de son vrai nom Shang Dequan 尚德泉, est né à Pékin mais sa famille est originaire de Nangong au Hebei.
À la mort de son père, sa famille étant très pauvre, Shang Xiaoyun, alors âgé de neuf ans, et son jeune frère furent envoyés par leur mère dans une école appelée Sanle (三乐社), fondée par Li Jiliang 李际良. Shang Xiaoyun fut d’abord entraîné pour interpréter des rôles martiaux masculins wusheng 武生 et modifia son nom en Sanxi三锡, puis il étudia le rôle des visages peints hualian 花脸. Par la suite, ses professeurs ayant remarqué son apparence gracieuse, il fut entraîné à jouer des rôles qingyi 青衣. Il eut alors pour maître Sun Yiyun 孙怡云, et c’est à ce moment-là qu’il modifia son prénom en Xiaoyun 小云. Ses progrès furent rapides et avec deux autres de ses camarades (Xun Huisheng 荀慧生 et Zhao Tongzha 赵桐栅), ils furent jugés comme étant « les trois talents de l’école Zhengle » (Zhengle san jie 正乐三杰), l’école Sanle ayant modifié son nom en Zhengle).
En 1912, il fit sa première représentation au théâtre Guanghelou 广和楼 à Pékin et fut très bien accueilli. En 1914, on le jugea comme étant le « premier des enfants acteurs » (di yi tongling 第一个童伶).
En 1915, il donna des représentations des pièces Troisième Dame éduque son fils (San niang jiao zi 三娘教子) et La Bataille pour la passe Pu (Zhan Puguan 战浦关) avec un célèbre laosheng de l’époque 老生, Sun Juxian 孙菊仙. Sa carrière fut ainsi lancée.
En 1918, il forma la société Chongqing 重庆社 grâce à laquelle il monta de nombreuses pièces dont Zhuo Wenjun (卓文君), Lin siniang (林四娘), Qin Liangyu(秦良玉), Le Sac d'encre (Mo dai 墨黛 ), « La Princesse Shuangyang » (Shuangyang gongzhu 双阳公主), « Modengjia nü » (摩登伽女), « Le camp du regret » (Xiangsi zhai相思寨), « Les Dix-neuf braves du Mont Qingcheng » (Qingcheng shijiu xia 青城十九侠), Histoire de l'immortelle Mamelle de tigre (Huru feixian zhuan 虎乳飞仙传), " Hong xiao » (« 红绡 »), « L'épée du Mont Emei » (Emei jian 峨眉剑) et bien d’autres.
Il joua ensuite avec Yang Xiaolou 杨小楼 dans « 楚汉界 », puis avec Yu Shuyan 余叔岩, Tan Xiaopei 谭小培, Wang Youchen 王又宸, Ma Lianliang马连良 et d’autres.
En 1927, le journal pékinois Shuntian shibao 顺天时报 prend l’initiative de proclamer Shang Xiaoyun comme étant un des Si da ming dan 四大名旦, les quatre plus grands chanteurs d’opéra du XXe siècle.
Shang Xiaoyun est également connu comme étant un grand pédagogue de l’opéra de Pékin. En 1937, il créa la société Rongchun 荣春社, l’une des trois écoles d’art théâtral de l’arrondissement de Xuanwu. L’école a admis 570 élèves durant son existence.
Après l’instauration de la République populaire de Chine en 1949, « la troupe de l’opéra de Pékin de Shang Xiaoyun » (« 尚小云京剧团 ») fut créée. Cette troupe déménagea à Xi’An en 1959 et il devint directeur de l’école d’art de cette province.
En 1962, deux opéras ont été enregistrés pour constituer le film Shang Xiaoyun de wutai yishu. Dans le premier « Zhaojun chu sai » (« 昭君出塞 »), comme dans le deuxième « Shi zi jing feng » (« 失子惊疯»), la finesse de l’art de Shang Xiaoyun est perceptible, tant au niveau de son chant et de sa psalmodie que de l’expression des sentiments. Dans Shi zi jing feng (« 失子惊疯 »), il joue avec brio les différentes attitudes de son personnage : Madame Hu 胡氏 passe de l’inquiétude à l’effroi, puis de l’effroi à la folie.
Le 19 avril 1976, Shang Xiaoyun, après avoir subi des sévices pendant la Révolution culturelle mourut au Shaanxi à l’âge de 76 ans.
Shang Xiaoyun, ayant tout d’abord étudié les rôles de wusheng 武生, avait beaucoup d’admiration pour la technique de Yang Xiaolou 杨小楼. Il s’en inspira pour ses rôles de dan 旦, ce qui rendit ses interprétations vigoureuses et énergiques.
Shang Xiaoyun avait un style propre à lui que l’on appelle le Shangpai 尚派. Certains des comédiens ayant appris avec lui en ont hérité, dont Sun Ronghui 孙荣蕙 (1925-2003), Yang Ronghuan 杨荣环 (1927-1994), Bao Qiyu 鲍绮瑜 (1940-2005) et Sun Mingzhu 孙明珠 (1944).

## Descendance
Le fils de Shang Xiaoyun, Shang Changrong 尚长荣, est également un chanteur de l’opéra de Pékin. Il est spécialisé dans les rôles de Jing 净. Il monta sur scène dès l’âge de cinq ans et entra dans la troupe de son père en 1950 où il étudia le rôle jing. Il devint ensuite en 1960 le disciple de Hou Xirui et hérita du style de ce dernier, le liu pai. Il a reçu divers prix.